# Riwne (Nowoukrajinka)
Riwne (ukrainisch Рівне; russisch Ровное Rownoe) ist ein Dorf in der ukrainischen Oblast Kirowohrad mit etwa 5000 Einwohnern (2014).
Riwne ist das bevölkerungsreichste Dorf in der Oblast Kirowohrad.

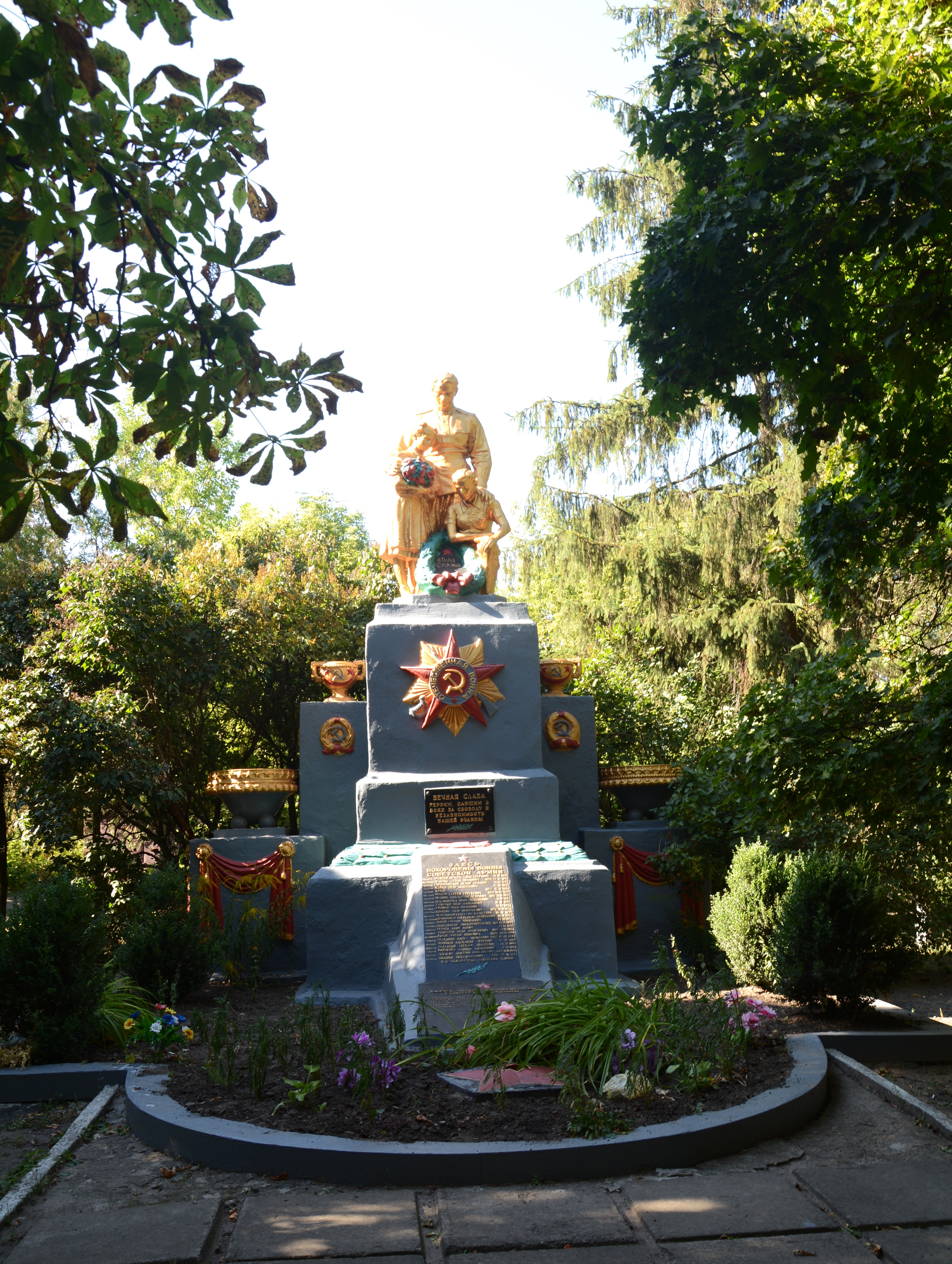
Denkmal im Ort

Das Dorf liegt im Rajon Nowoukrajinka 22 km südöstlich vom Rajonzentrum Nowoukrajinka und 51 km südwestlich vom Oblastzentrum Kropywnyzkyj am 135 km langen Tschornyj Taschlyk, einem Nebenfluss der Synjucha. Bei dem Dorf läuft die Territorialstraße T–12–21 auf die T–24–01.
Im Dorf wurde der ukrainische Schriftsteller und Dramatiker Iwan Mykytenko (Іван Кіндратович Микитенко, 1897–1937) geboren.

## Verwaltungsgliederung
Am 12. Juni 2020 wurde das Dorf zum Zentrum der neugegründeten Landgemeinde Riwne (Рівнянська сільська громада/Riwnjanska silska hromada). Zu dieser zählen die 26 in der untenstehenden Tabelle aufgelisteten Dörfer sowie die Ansiedlungen Kostjantyniwka und Nowoseliwka, bis dahin bildete es zusammen mit den Dörfern Iwaniwzi, Losuwatka, Radisne, Tscherwonyj Taschlyk und Wilne die gleichnamige Landratsgemeinde Riwne (Рівнянська сільська рада/Riwnjanska silska rada) im Südwesten des Rajons Nowoukrajinka.
Folgende Orte sind neben dem Hauptort Riwne Teil der Gemeinde:
| Name                            | Name                 | Name                                               |
| ukrainisch transkribiert        | ukrainisch           | russisch                                           |
| ------------------------------- | -------------------- | -------------------------------------------------- |
| Iwaniwka                        | Іванівка             | Ивановка (Iwanowka)                                |
| Iwaniwzi                        | Іванівці             | Ивановцы (Iwanowzy)                                |
| Komyschuwate                    | Комишувате           | Камышеватое (Kamyschewatoje)                       |
| Kostjantyniwka                  | Костянтинівка        | Константиновка (Konstantinowka)                    |
| Kowaliwka                       | Ковалівка            | Ковалёвка (Kowaljowka)                             |
| Kwitka                          | Квітка               | Квитка                                             |
| Leontowytschewe                 | Леонтовичеве         | Леонтовичево (Leontowitschewo)                     |
| Losuwatka                       | Лозуватка            | Лозоватка (Losowatka)                              |
| Mala Pomitschna                 | Мала Помічна         | Малая Помошная (Malaja Pomoschnaja)                |
| Mala Tymoschiwka                | Мала Тимошівка       | Малая Тимошовка (Malaja Timoschowka)               |
| Nerubajiwka                     | Нерубаївка           | Нерубаевка (Nerubajewka)                           |
| Nowojehoriwka                   | Новоєгорівка         | Новоегоровка (Nowojegorowka)                       |
| Nowoseliwka                     | Новоселівка          | Новосёловка (Nowosjolowka)                         |
| Nowowodjane                     | Нововодяне           | Нововодяное (Nowowodjanoje)                        |
| Piddubne                        | Піддубне             | Поддубное (Poddubnoje)                             |
| Pischtschanske                  | Піщанське            | Пищанское (Pischtschanskoje)                       |
| Radisne                         | Радісне              | Радостное (Radostnoje)                             |
| Semenaste                       | Семенасте            | Семенастое (Semenastoje)                           |
| Sofijiwka                       | Софіївка             | Софиевка (Sofijewka)                               |
| Soldatske                       | Солдатське           | Солдатское (Soldatskoje)                           |
| Stepowe                         | Степове              | Степовое (Stepowoje)                               |
| Tscherwonyj Taschlyk            | Червоний Ташлик      | Червоный Ташлык (Tscherwony Taschlyk)              |
| Warwariwka                      | Варварівка           | Варваровка (Warwarowka)                            |
| Wesselyj Kut                    | Веселий Кут          | Весёлый Кут (Wessjoly Kut)                         |
| Wilne                           | Вільне               | Вольное (Wolnoje)                                  |
| Wodjane                         | Водяне               | Водяное (Wodjanoje)                                |
| Wyschnewe (bis 2016 Oktjabrske) | Вишневе (Октябрське) | Вишнёвое (Wischnjowoje)/Октябрьское (Oktjabrskoje) |
| Wyssozke                        | Висоцьке             | Высоцкое (Wyssozkoje)                              |